# Intégrales à double opérateur
 (mai 2023).
Le contenu est difficilement compréhensible vu les erreurs de traduction, qui sont peut-être dues à l'utilisation d'un logiciel de traduction automatique.
En analyse fonctionnelle, les intégrales à double opérateur (abrégé en IDO, en anglais Double Operator Integrals (DOI) ) sont des intégrales de la forme 
{\displaystyle \operatorname {Q} _{\varphi }:=\int _{N}\int _{M}\varphi (x,y)\mathrm {d} E(x)\operatorname {T} \mathrm {d} F(y),}
où {\displaystyle \operatorname {T} :G\to H} est un opérateur linéaire borné entre deux séparable espaces de Hilbert,
{\displaystyle E:(N,{\mathcal {A}})\to P(H),}
{\displaystyle F:(M,{\mathcal {B}})\to P(G)}
sont des measures spectrales, où {\displaystyle P(H)} représente l'ensemble des projections orthogonales sur {\displaystyle H}, et {\displaystyle \varphi } est une fonction mesurable et scalaire et {\displaystyle \varphi } est appelle symbole de IDO. Les intégrales s'entendent ici sous la forme des intégrales de Stieltjes.
Les IDOs sont apparues pour la première fois en 1956 dans un article de Yuri L. Daletskii et Selim G. Krein, qui ont examiné deux endomorphismes autoadjoints {\displaystyle A} et {\displaystyle K} sur des espaces de Hilbert (où {\displaystyle K} est la perturbation de {\displaystyle A} est) et la dérivée pour certaines fonctions à valeur d'opérateur
{\displaystyle t\mapsto f(A+tK),\quad f:\mathbb {R} \to \mathbb {C} }
sous la forme suivante
{\displaystyle {\frac {\mathrm {d} }{\mathrm {d} t}}\left(f(A+tK)\right){\bigr \vert }_{t=0}=\int _{\mathbb {R} }\int _{\mathbb {R} }{\frac {f(x)-f(y)}{x-y}}\mathrm {d} E_{A}(x)K\mathrm {d} E_{A}(y)}
trouvé, où {\displaystyle E_{A}(\cdot )} est la mesure spectrale de {\displaystyle A}.
La théorie des intégrales à double opérateur a été principalement développée par Mikhail Schljomowitsch Birman et Mikhail Zakharovich Solomyak à la fin des années 1960 et 1970,.
L'IDO peut être utilisée pour représenter des normes de différences d'opérateurs
{\displaystyle \|f(A)-f(B)\|}
pour {\displaystyle f} operator-lipschitzienne fonctionne  et sont donc importantes dans la théorie des perturbations.

## Intégrales à double opérateur
La définition de l'intégrale induit directement une autre application
{\displaystyle \operatorname {Q} _{\varphi }=\operatorname {J} _{\varphi }^{E,F}\operatorname {T} ,}
qu'on appelle transformateur.
Il s'avère que la définition de tels IDOs ainsi que la classe de symboles autorisés {\displaystyle \varphi } dépendent du choix des espaces d'opérateurs considérés. Dans la considération originale de Birman-Solomyak, l'opérateur {\displaystyle T} était limité à la classe des opérateurs de Hilbert-Schmidt {\displaystyle {\mathcal {S}}_{2}}. Cependant, la définition peut être étendue à d'autres classes de Schatten-von Neumann ou à des opérateurs restreints généraux {\displaystyle T} tant que {\displaystyle \operatorname {Q} _{\varphi }} reste également borné.
Birman-Solomyak a maintenant défini la mesure de produit spectral suivante {\displaystyle {\mathcal {E}}}
{\displaystyle {\mathcal {E}}(\Lambda \times \Delta )\operatorname {T} :=E(\Lambda )\operatorname {T} F(\Delta ),\quad \operatorname {T} \in {\mathcal {S}}_{2},}
pour les ensembles mesurables {\displaystyle \Lambda \times \Delta \subset N\times M}, où par {\displaystyle \operatorname {Q} _{\varphi }} par
{\displaystyle \operatorname {Q} _{\varphi }:=\left(\int _{N\times M}\varphi (\lambda ,\mu )\;\mathrm {d} {\mathcal {E}}(\lambda ,\mu )\right)\operatorname {T} }
pour les fonctions bornées et mesurables, {\displaystyle \varphi } peut être défini.

## Exemple d'application de la théorie des perturbations
On considère un espace de Hilbert {\displaystyle H=G} et deux opérateurs autoadjoints bornés {\displaystyle A,B} sur {\displaystyle H}. Soit maintenant {\displaystyle \operatorname {T} :=B-A} et {\displaystyle f} une fonction sur un ensemble qui a le spectres de {\displaystyle A,B} contient. De plus, laissez {\displaystyle \operatorname {J} _{f}:=\operatorname {J} _{f}^{E,F}} être le transformateur et {\displaystyle I} être l'opérateur d'identité. D'après le théorème spectral {\displaystyle \operatorname {J} _{\lambda }I=A} et {\displaystyle \operatorname {J} _{\mu }I=B} apply et {\displaystyle \operatorname {J} _{\mu -\lambda }I=\operatorname {T} }, il s'ensuit
{\displaystyle f(B)-f(A)=\operatorname {J} _{f(\mu )-f(\lambda )}I=\operatorname {J} _{\frac {f(\mu )-f(\lambda )}{\mu -\lambda }}\operatorname {J} _{\mu -\lambda }I=\operatorname {J} _{\frac {f(\mu )-f(\lambda )}{\mu -\lambda }}\operatorname {T} =\operatorname {Q} _{\varphi }}
Et ainsi
{\displaystyle f(B)-f(A)=\int _{\sigma (A)}\int _{\sigma (B)}{\frac {f(\mu )-f(\lambda )}{\mu -\lambda }}(\mu -\lambda )\mathrm {d} E_{A}(\lambda )\mathrm {d} F_{B}(\mu )=\int _{\sigma (A)}\int _{\sigma (B)}{\frac {f(\mu )-f(\lambda )}{\mu -\lambda }}\mathrm {d} E_{A}(\lambda )\operatorname {T} \mathrm {d} F_{B}(\mu ).}